# Zbiorowa mogiła ofiar terroru hitlerowskiego i stalinowskiego w Mszanie Dolnej
Zbiorowa mogiła ofiar terroru hitlerowskiego i stalinowskiego w Mszanie Dolnej – mogiła założona w 1945 roku, znajdująca się w Mszanie Dolnej w  (Powiat limanowski). Usytuowana jest na cmentarzu parafii św. Michała Archanioła w Mszanie Dolnej.
Mogiła została założona jako mogiła zbiorcza dla ofiar terroru hitlerowskiego oraz poległych i pomordowanych poza miastem przez Niemców. Dnia 22 kwietnia 1945 r. złożono ekshumowane z Kasiny Wielkiej zwłoki 10 z 11 rozstrzelanych 14 listopada 1943 r. oraz ciała osób nieznanych rozstrzelanych w Kasinie Wielkiej. 23 listopada 1943 roku złożono w mogile ekshumowanych rozstrzelanych mieszkańców Rdziostowa k. Nowego Sącza. 
Na mogile usytuowano brązowy krzyż i tablicę z nazwiskami ofiar uwzględniając tych którzy umarli w obozach koncentracyjnych np. ks. Józef Stabrawa. Na mogile postawiono pomnik Ofiar Hitleryzmu ufundowany przez mieszkańców miasta w latach 40-50 XX w. (projekt z 1948 r.).  
W 1991 r. pomnik został odnowiony, prawdopodobnie dodano orłowi koronę. W ostatnich latach, być może w 1991 r. dodano na tablicach pamiątkowych trzy nazwiska ofiar terroru hitlerowskiego i stalinowskiego. 

## Pochowani
- kpt. Władysław Szczypka (1914-1943) -  oficer Wojska Polskiego i jeden z pierwszych dowódców partyzanckich Armii Krajowej na Sądecczyźnie[3][4].

## Opis pomnika[5]
Mogiła złożona jest z dwóch kamiennych obramowań wypełnionych ziemią i obsadzonych kwiatami. Główny element mogiły stanowi murowany pomnik z kamienia w formie trzech postumentów: dwóch niższych po bokach i wyższego w środku. W półkolistej niszy środkowego postumentu, zwieńczonego figurą orła w koronie, umieszczony jest betonowy krzyż łaciński z glorią wykonaną z drutu kolczastego, na którym umieszczony jest trójkąt z literą P. W lica bocznych postumentów wmurowane są płaskorzeźby;
- przedstawiającą pietę
- przedstawiająca sylwetki dwóch partyzantów oraz symbol „Polski Walczącej”.

## Obrazy

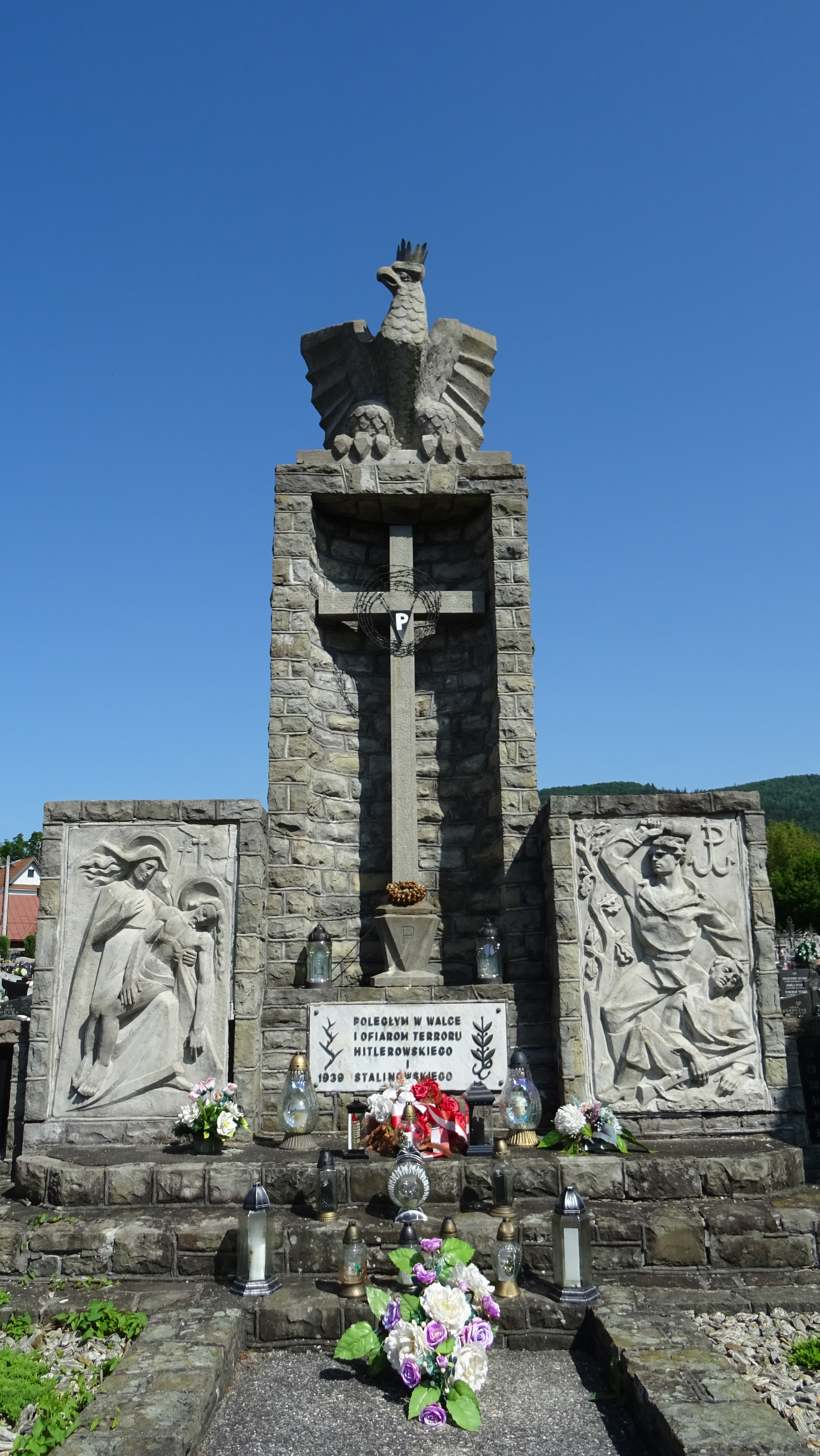
Krzyż z cierniem, widok ogólny
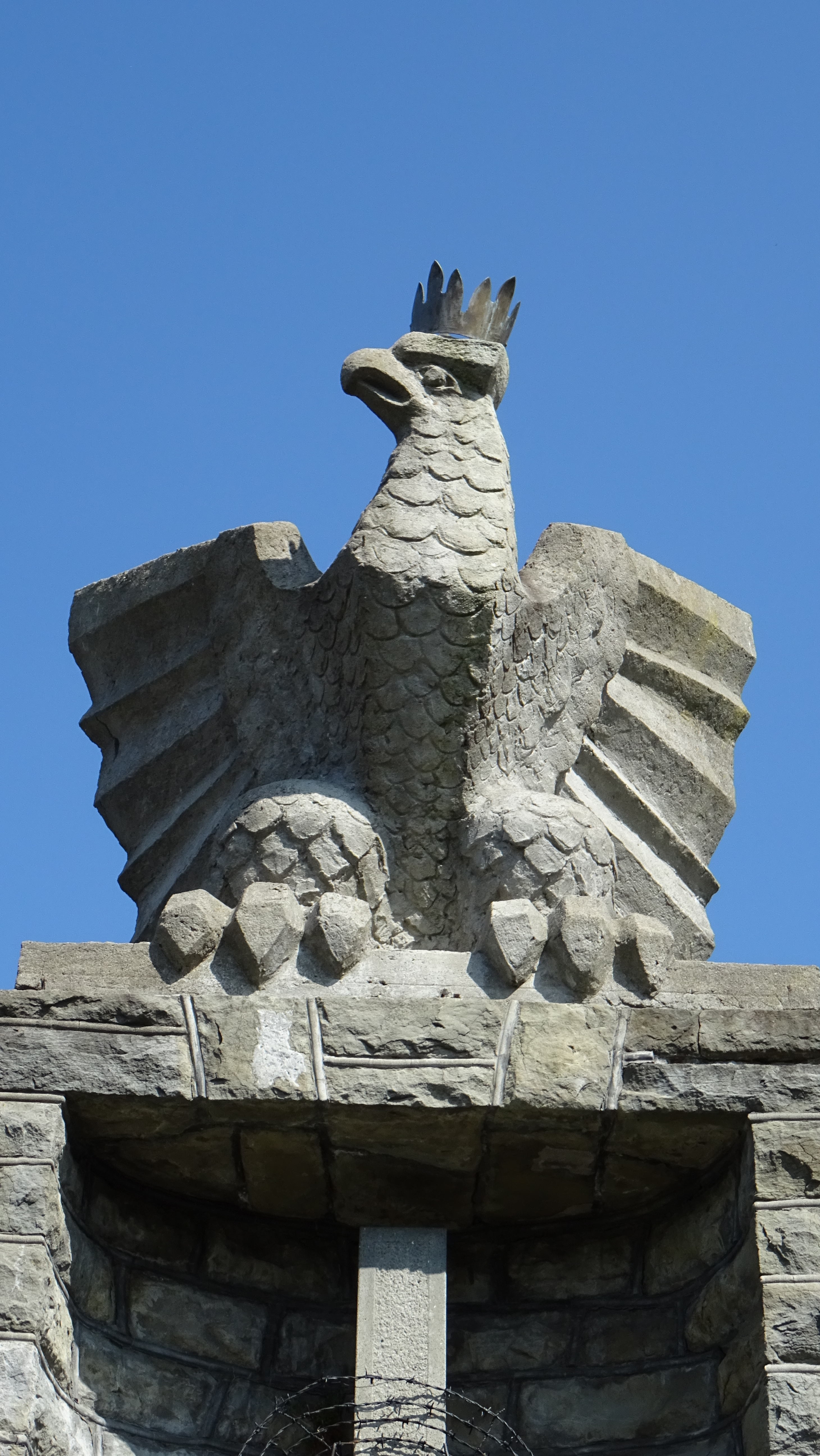
Orzeł z koroną wieńczący pomnik
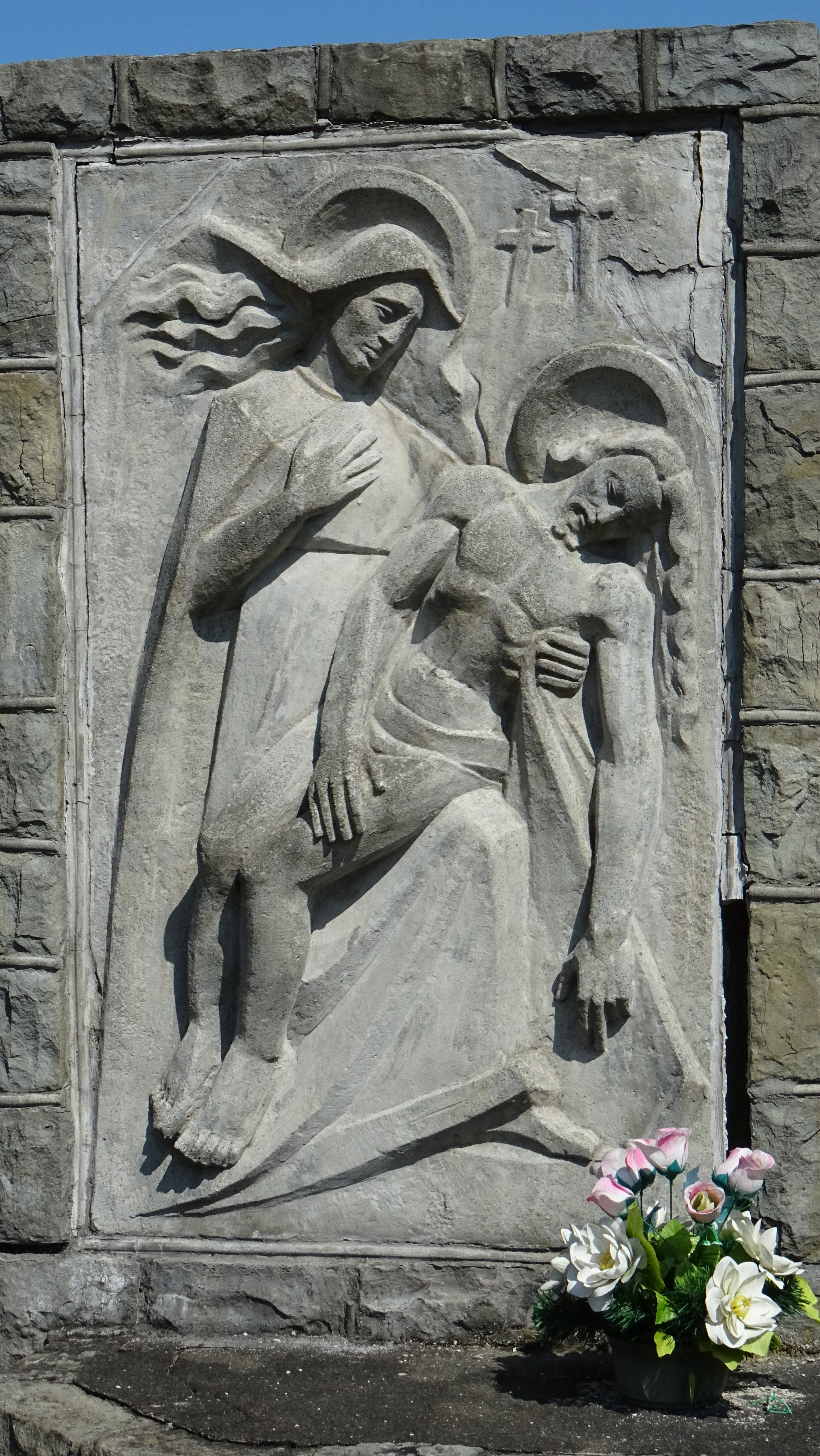
Płaskorzeźba Pietà
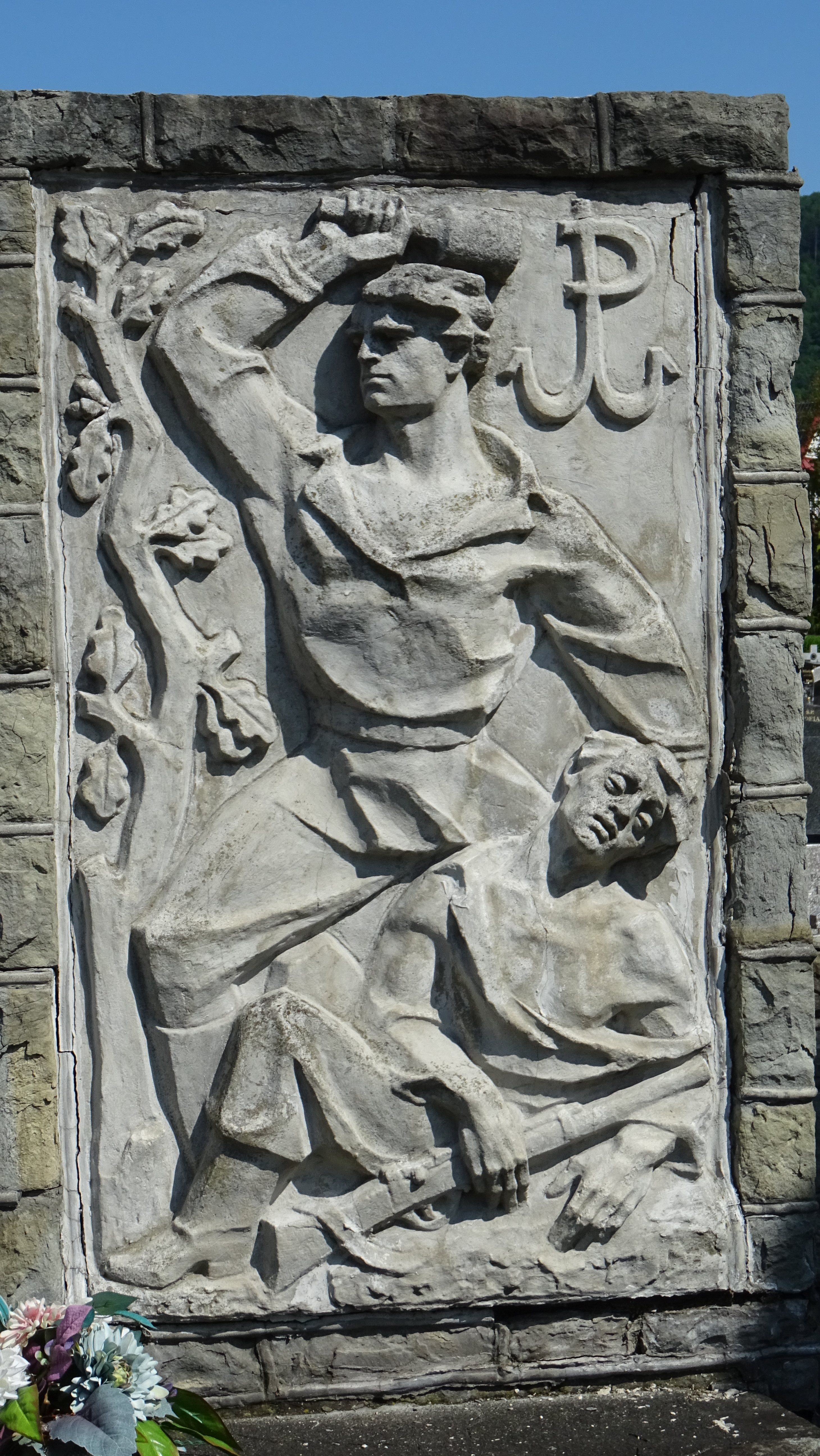
Płaskorzeźba sylwetki dwóch partyzantów oraz symbol „Polski Walczącej”.
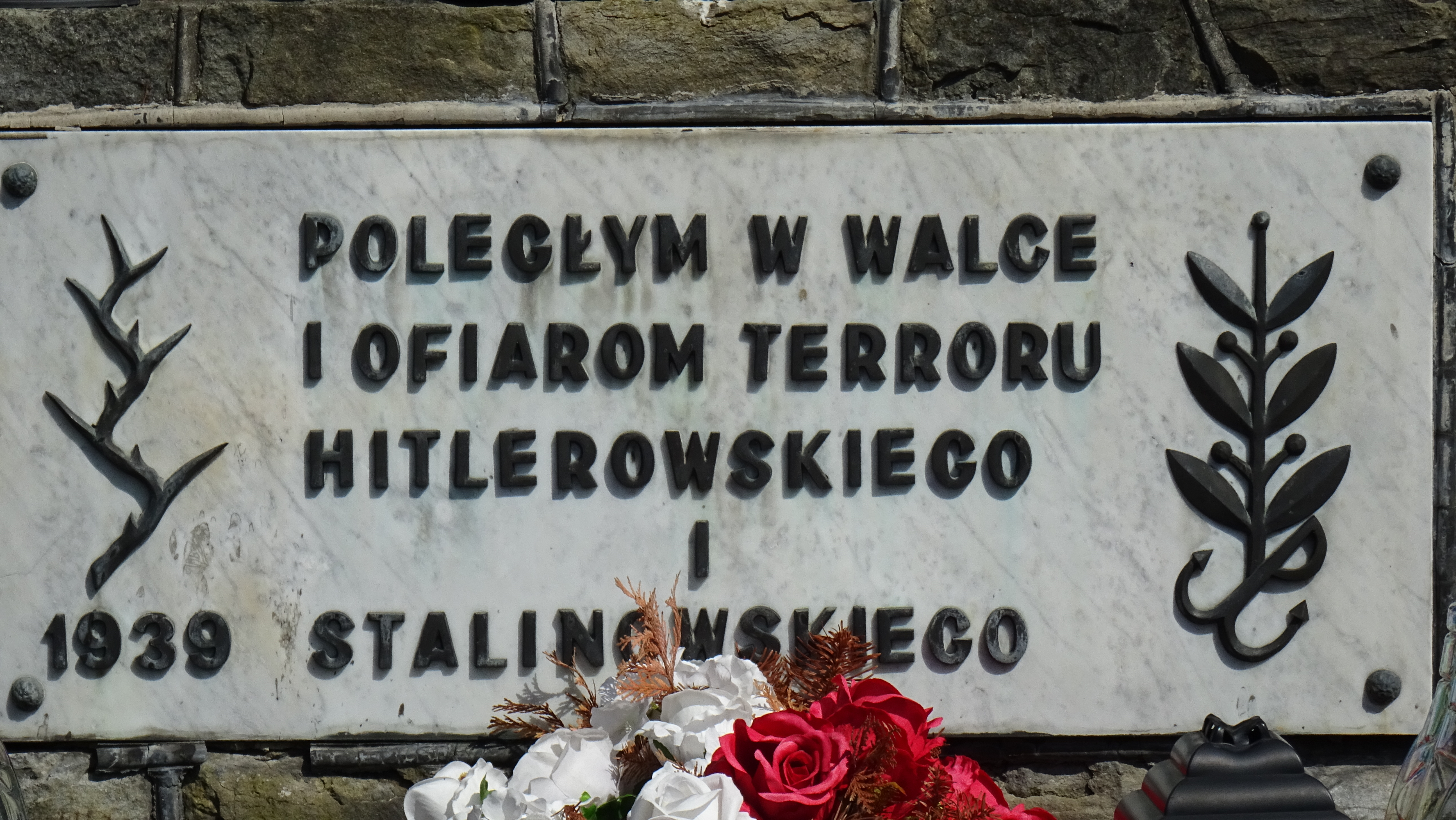
Tablica
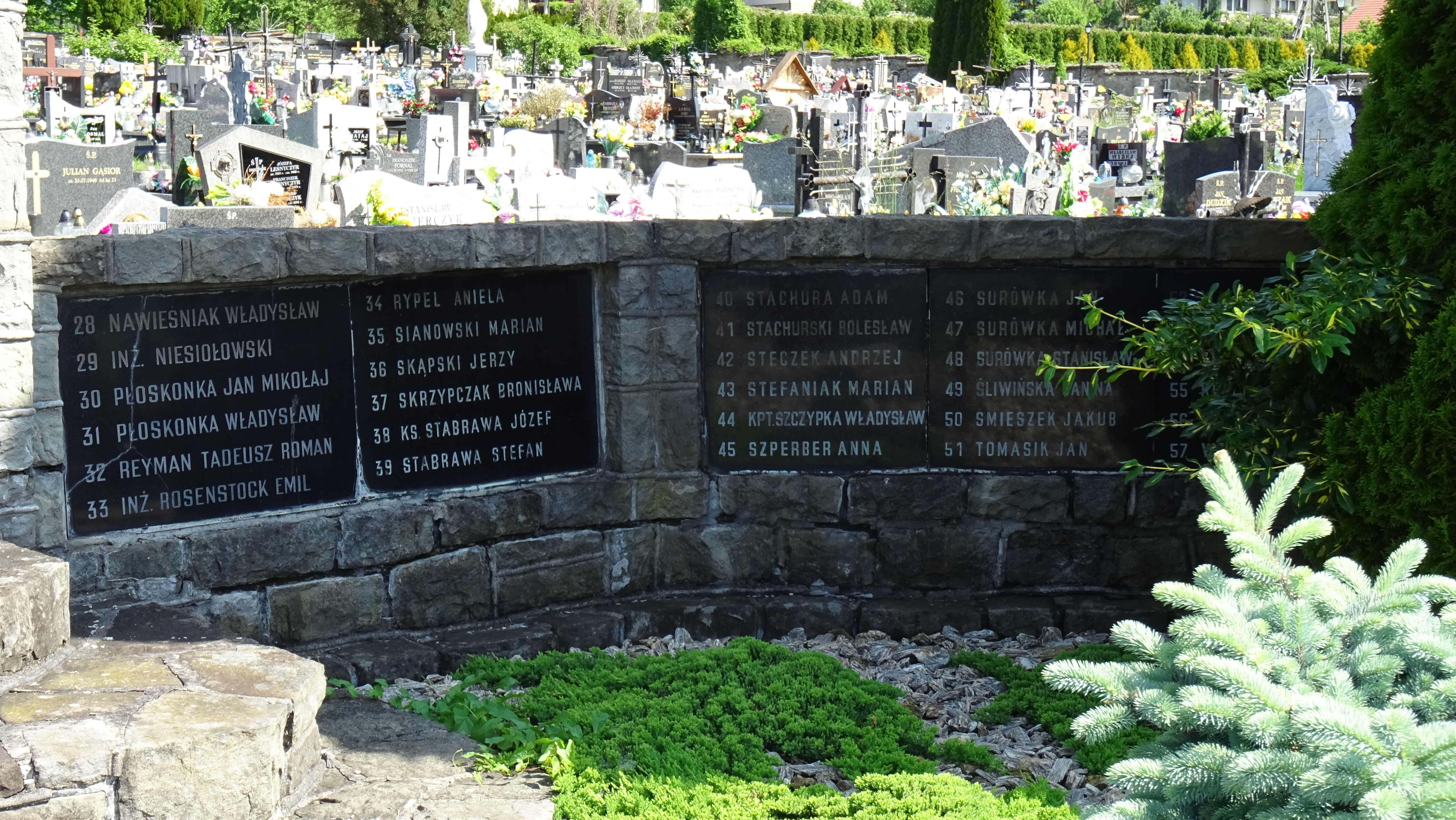
Tablice z nazwiskami ofiar (po prawej stronie)
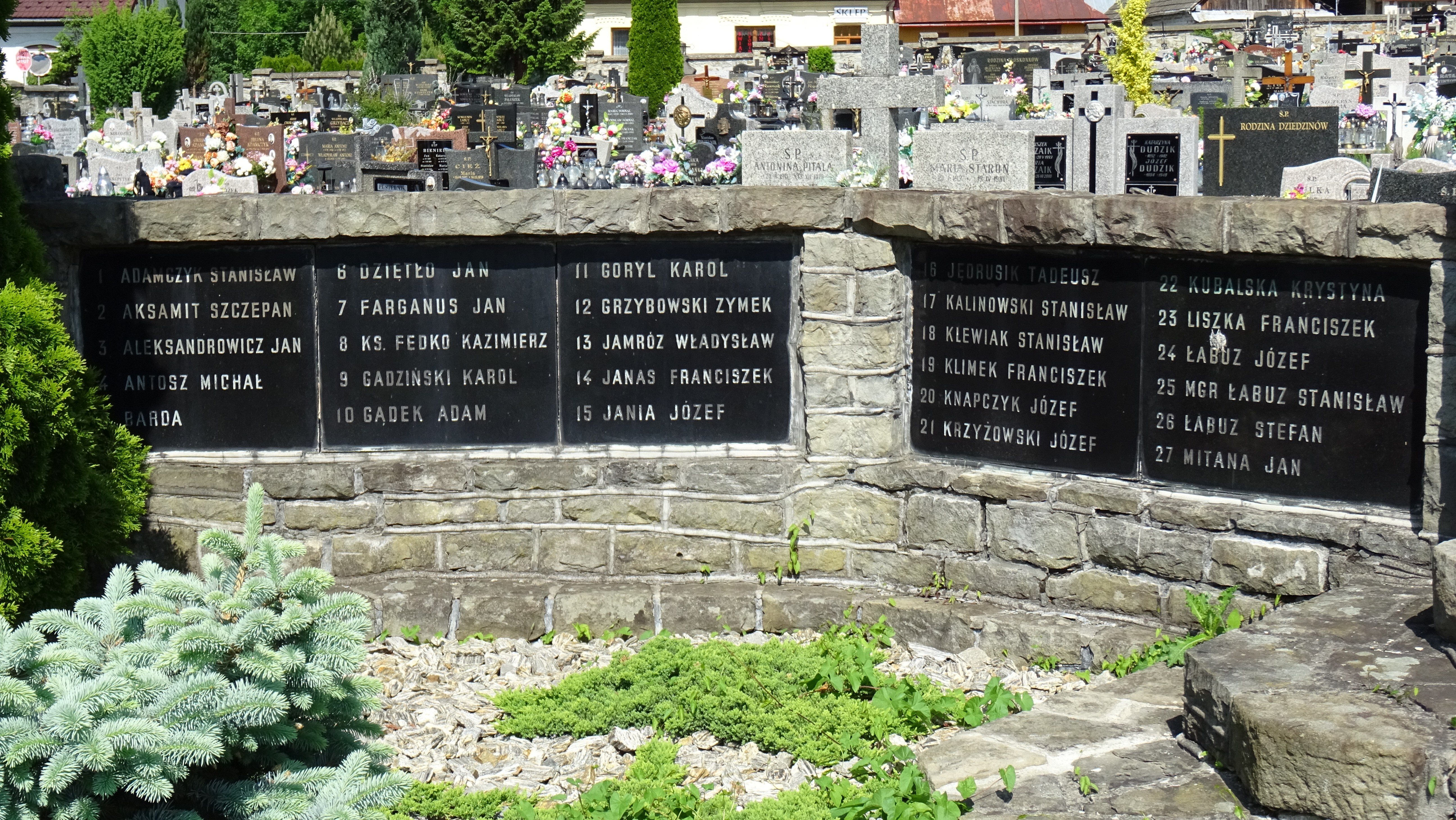
Tablice z nazwiskami ofiar (po lewej stronie)